# ルマルツォ
ルマルツォ(イタリア語: Lumarzo)は、イタリア共和国リグーリア州ジェノヴァ県にある、人口約1,500人の基礎自治体（コムーネ）。

## 地理

### 位置・広がり

#### 隣接コムーネ
- バルガーリ
- ダヴァーニャ
- ネイローネ
- ソーリ
- トッリーリア
- ウーショ

### 地震分類
イタリアの地震リスク階級 (it) では、3 に分類される
。

## 行政

### 分離集落
ルマルツォには、以下の分離集落（フラツィオーネ）がある。
- Boasi, Ferriere (sede comunale), Lumarzo, Pannesi, Tasso, Vallebuona